# تسکاویتسا
تسکاویتسا (به صربی: Cekavica) یک روستا در صربستان است که در لبانه واقع شده‌است. تسکاویتسا ۵۰۷ نفر جمعیت دارد.